# Thug Life
«Thug Life» (с англ. — «Бандитская жизнь», что является акронимом: «The hate u give little infants fuck everybody» и переводится как: «Ненависть, которую ты даёшь маленьким детям трахает всех».) — группа, созданная Тупаком Шакуром, в которую он пригласил своих друзей — Big Syke, Macadoshis, Rated R, Mopreme Shakur, последний являлся Тупаку кузеном. Группа выпустила всего лишь один альбом — «Thug Life» в 1994 году, после чего группа распалась на некоторое время, из-за тюремного срока нависшего над основателем. Вскоре, после того как Тупак вышел на волю, была идея воссоединения, Тупак даже звал Macadoshis, Rated R на Death Row Records, но они отказались. Каждый из участников пытался выпустить по успешному сольному альбому, но удачнее всех оказался Big Syke, который при участии группы Outlawz создал сборник под названием «Thug Law», то есть смесь Thug Life и Outlawz.ye

## Состав группы
- 2Pac (a.k.a. Makaveli) (у. 1996)
- Stretch (a.k.a. Big Stretch) (у. 1995)
- Big Syke (a.k.a. Mussolini или Little Psycho) (у. 2016)
- Mopreme (a.k.a. Mocedes, The Wycked, Komani или Mo' Khomani)
- Macadoshis (a.k.a. The Original Mac 10)
- The Rated R (a.k.a. Super Star)

## Дискография
Студийные альбомы
- 1994 Thug Life

Сборники
- 2001 Thug Law: Thug Life Outlawz Chapter 1
- 2003 Thug Law: Thug Life Outlawz Chapter 2
- 2008 Thug Law: Thug Life Outlawz Chapter 3